# Мавзолей Кулак-ата
Мавзолей Кулак-ата (каз. Құлақ ата кесенесі) — памятник архитектуры ХVI века в селе Сузак Сузакского района Туркестанской области Казахстана, на территории городища Сузак. Входит в список памятников истории и культуры местного значения Туркестанской области.

## Архитектура
Построен из сырцового кирпича на бутовом фундаменте, снаружи обмазан глиной. Подобный тип мазара, распространённый в данном регионе, имеет характерный удлиненный купол, установленный на четверик. В верхней части купола 4 квадратных отверстия. С южной стороны имеется низкий вход, с западной стороны вход заложен. По описанию местных жителей, ранее макушка купола была покрыта облицовкой голубого цвета. У советского архитектора Георгия Герасимова встречается описание этого мазара с верхушкой, покрытой светло-синей поливой и штукатурными тягами по центру купола, ниже которых проходил пояс с небольшими выемками полуциркульного завершения. Сохранился только штукатурный валик в центре купола. Переход от четверика к куполу осуществлен через балочные тромпы. В западной стене неглубокая квадратная ниша, устроенная на месте входа. В центре мавзолея установлено надгробие из сырцового кирпича.